# Бижев, Айтеч Магамедович

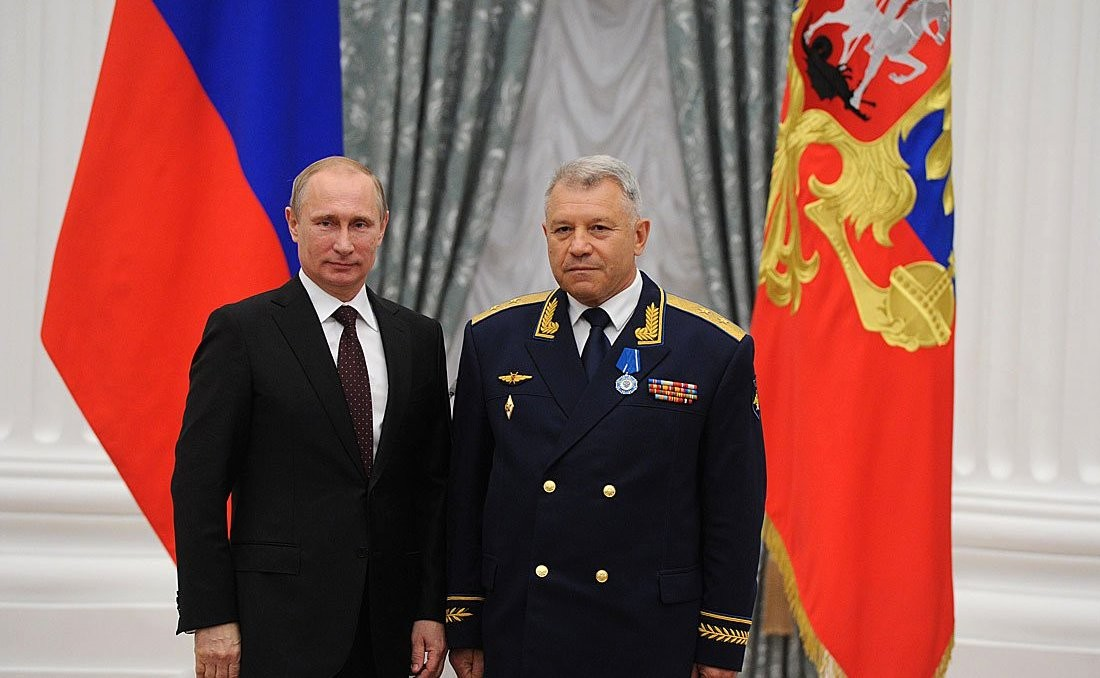
С Президентом РФ в Кремле при вручении награды Бижеву А. М.

Айтеч Магамедович Бижев (род. 5 октября 1950 года, Кошехабль, РСФСР, СССР) — советский и российский военачальник, заместитель главнокомандующего ВВС по вопросам Объединенной системы ПВО государств — участников СНГ. Генерал-лейтенант.

## Биография
Родился 5 октября 1950 года в ауле Кошехабль, Республика Адыгея в семье служащего.
Окончил Вильнюсское радиотехническое училище войск ПВО, Военно-командную академию ПВО им. Маршала Советского Союза Г. К. Жукова, Военную академию Генерального штаба ВС РФ. Профессор Академии военных наук Российской Федерации, кандидат технических наук.
С 1968 года служба в Вооруженных Силах СССР.
1968—1971 годы курсант Вильнюсского радиотехнического училища войск ПВО страны.
Прошел последовательно все командно-штабные должности полкового и дивизионного звена.
В 1977 году окончил военную командную академию Войск ПВО
С 1990 по 1993 год учился в Военной академии Генерального штаба
Был первым заместителем командующего армией ПВО особого назначения, заместителем начальника Главного штаба войск ПВО.
После объединения ВВС и ПВО занимал должности заместителя и первого заместителя начальника Главного штаба ВВС.
19 июня 2003 года Указом президента РФ назначен заместителем главнокомандующего ВВС по вопросам Объединенной системы ПВО государств-участников СНГ
В 2007 году уволен в запас.
С 2007 по 2008 год — полномочный представитель Республики Адыгея при Президенте Российской Федерации.
С 2009—2010 года — советник генерального директора Государственной корпорации «Ростехнологии», руководитель проекта.
С 2010 по 2012 занимал должность Генерального директора ОАО "Концерн «Орион», с 2012 по 2013 — первого заместителя генерального директора-директора по подсистемам, комплексам и техническим средствам связи ОАО "Концерн «Орион».
В 2013 году назначен на должность Генерального директора АО "НПП «ЭлТом».
Женат, имеет 2-х детей.

## Санкции
8 февраля 2023 года, на фоне вторжения России на Украину, внесён в санкционный список Украины как Генеральный директор «Элтом», предприятия «осуществляющего разработку и производство ракетного вооружения для нужд вооруженных сил страны-агрессора». 19 мая 2023 года включен в санкционный список Канады «близких соратников режима».

## Награды
- орден «За военные заслуги»
- орден «За службу Родине в Вооружённых Силах СССР» 3 степени
- Орден Почёта (Россия)
- медаль Жукова
- Юбилейная медаль «60 лет Вооружённых Сил СССР»[4]
- Юбилейная медаль «70 лет Вооружённых Сил СССР»[5]
- Медаль «За безупречную службу» I степени
- Медаль «За безупречную службу» II степени
- Медаль «За безупречную службу» III степени
- Знак ЦК ВЛКСМ «За воинскую доблесть»
- Награждён именным огнестрельным и холодным оружием
- другие ведомственные награды

### Звания
- Заслуженный военный специалист Российской Федерации